# Parada Praça XV
La Parada Praça XV es una de las estaciones del VLT Carioca ubicada en la Plaza Quince de Noviembre en la ciudad de Río de Janeiro, Brasil. Es una de las estaciones terminales de la Línea 2 siendo Colombo la siguiente parada, en el sentido Praça XV - Praia Formosa.
Fue inaugurada el 6 de febrero del 2017 con la presencia del alcalde de Río, Marcelo Crivella. Durante la primera semana de funcionamiento - como pasó con la Línea 1 - no hubo cobranza de pasajes. Apenas cuatro estaciones entraron en funcionamiento en la línea 2: Praça XV, Colombo, Tiradentes y Saara.